# Digitaltechnik – eine Einführung
Digitaltechnik – eine Einführung ist eine mehrteilige deutsche Fernsehsendung aus den 1970er Jahren, die dem Zuschauer das Wesen der damals aufkommenden Digitaltechnik erklärt. Neben Grundlagen werden digitale Bausteine wie Logikgatter, Flipflops, Schieberegister und Zähler sowie deren praktischer Einsatz vorgestellt. Die Sendung wurde 1974 im WDR in 13 Folgen à 30 Minuten ausgestrahlt. Sie wandte sich insbesondere an interessierte Praktiker, wie Facharbeiter und Techniker.

## Medienverbund
In Zusammenarbeit mit dem Verein Deutscher Ingenieure (VDI) wurde Begleitmaterial zur Sendung herausgegeben. Zudem wurden vom VDI parallel zur Ausstrahlung Wochenseminare angeboten.

## Produktionen
| Nr. | Titel                                                          |
| --- | -------------------------------------------------------------- |
| 1   | Digitaltechnik – Prinzip der kleinen Schritte                  |
| 2   | Wahr oder unwahr – antworten auf logische Fragen               |
| 3   | Logische Probleme und ihre Lösungen mit „und“, „oder“, „nicht“ |
| 4   | Technische Ausführungen von Logikgliedern                      |
| 5   | NAND- und NOR-Gatter – universelle Bausteine                   |
| 6   | Flip-Flop – Signale werden zeitlich beeinflusst                |
| 7   | Signale werden zeitlich beeinflusst                            |
| 8   | Schieberegister                                                |
| 9   | Die Zählweise des Dualzählers: 1+1=10                          |
| 10  | Binäre Zähler in der Anwendung                                 |
| 11  | Eine Information wird übertragen                               |
| 12  | Numerisch gesteuerte Maschinen                                 |
| 13  | Computerrechnen – Schnelligkeit ist keine Hexerei              |

## Begleitbuch
- Jean Pütz (Hrsg.): Digitaltechnik – eine Einführung VDI-Verlag 1992, ISBN 978-318-4004-040